# تمرد ليبكا
تمرد ليبكا حدث عام 1672، قادته مجموعة من سلاح الفرسان chorągwie \ كورونغيف (أفواج) تتار ليبكا، الذين كانوا يخدمون في قوات الكومنولث البولندي الليتواني منذ القرن الرابع عشر. كان السبب المباشر للتمرد هو الأجر المتأخر، على الرغم من أن القيود المتزايدة على امتيازاتهم وحريتهم الدينية لعبت دورًا في ذلك أيضًا.

## الخلفية
كان تتار ليبكا مجموعة من التتار الذين استقروا في دوقية ليتوانيا الكبرى في القرن الرابع عشر، وبعد ذلك في الكومنولث البولندي الليتواني. وقد مُنحوا مكانة نبيلة وحاربوا في معركة جرونفالد في الصف البولندي الليتواني. وشكلوا طبقة عسكرية داخل الكومنولث، مع الاحتفاظ بدينهم الإسلامي وتقاليد التتار.

قبل هذا التمرد، خدم تتار ليبكا الكومنولث البولندي الليتواني بكل طاعة، وكانوا يعتبرون من أفضل الجنود وأكثرهم ولاءً. في بداية القرن السادس عشر، حاول مبعوثو خانية القرم إقناعهم بخيانة الكومنولث وتلقوا الرد:
لا الله ولا النبي يأمراننا بالسرقة، ولا بأن نكون جاحدين. وردًا عليكم، نحن نقتل قطاع الطرق العاديين فقط، وليس إخوتنا.
في وقت لاحق، قاتل تتار ليبكا في الصف البولندي الليتواني ضد العثمانيين وخانية القرم في معركة تسوتسورا، وفي معركة خوطين الأولى، وضد قوات محمد أبازي باشا في الحرب البولندية العثمانية عام 1633.
تدهور وضع التتار داخل الكومنولث خلال النصف الثاني من القرن السابع عشر. إذ دمرت انتفاضة شميلنكي والغزو الروسي لليتوانيا الكثير من أسباب معيشة التتار. في الوقت نفسه، استخدم الكومنولث - في حروبه ضد مختلف الغزاة - العديد من المرتزقة الأجانب من غير تتار ليبكا، الذين غالبًا ما نهبوا المزارع المحلية وممتلكاتها بسبب حالات الفوضى والنظام المتراخي. ولهذه الأسباب، بالإضافة إلى الآثار المتزايدة للإصلاح المضاد وتقليل الحرية الدينية التقليدية في الكومنولث، أصبحت طبقة شلختا البولندية ترى جميع التتار، بمن فيهم تتار ليبكا، كأعداء. توج ذلك بإصدار العديد من القوانين عام 1667 التي ألغت امتيازات التتار وقيدت حرياتهم الدينية. واقتصرت القوانين الجديدة على ترقية التتار إلى مواقع القيادة العسكرية، وحظرت بناء مساجد جديدة داخل المناطق الروثينية (في أوكرانيا) التابعة للكومنولث. وأخيرًا، قرر السيم (البرلمان البولندي) أنه سيدفع فقط ربع الأجور المستحقة لجنود التتار (وهذا ينطبق أيضًا على وحدات الأفلاق «والاشيا»).
دفع التذمر بين تتار ليبكا الملك البولندي يان كازيمير في عام 1668، قبل تنازله عن العرش بوقت قصير، إلى إلغاء تلك القوانين. لكن الإهانة كانت قد حصلت بالفعل، والأهم من ذلك، أن الأجور لم تُدفع على الإطلاق كما جرى الاتفاق.

## التمرد
شارك في التمرد بين 2000 و3000 جندي من التتار على الرغم من عدم تحديد الأعداد الدقيقة. وتجدر الإشارة إلى أن وحدات التتار التي تخدم في جيش التاج فقط هي التي تمردت، لا الوحدات التي خدمت في جيش دوقية ليتوانيا العظمى. تشير بعض المصادر أيضًا إلى أن عددًا غير معروف من الشيرميس (الماريين)، الذين حرموا من كسب رزقهم بسبب انتفاضة تشميلنكي، انضموا أيضًا إلى التمرد.
نتيجة للتمرد، أصبح تتار ليبكا رعايا السلطان العثماني محمد الرابع. في البداية، انضمت الوحدات المتمردة إلى قوات حليف العثمانيين هيتمان القوزاق بترو دوروشينكو، وانتظروا غزو جيش السلطان المتوقع للكومنولث. خلال حملة الحرب البولندية العثمانية، عمل المتمردون كمرشدين لجيش السلطان الرئيسي، إذ كانوا على معرفة جيدة بالتضاريس، ونتيجة لذلك تسببوا بضرر كبير للجهود الحربية البولندية الليتوانية. وأصبح زعيم التمرد الرخيتمستار ألكسندر (إسكندر) كريشنسكي، الباي (البيك) لبار (في محافظة فينيتسا) كمكافأة من السلطان على انشقاقه.
بينما حاصر الجيش التركي الرئيسي كامينيتس بودولسكي، نهبت وحدات التتار المناطق المحيطة ببودوليا وأحرقتها. في عدة حوادث، ارتدى تتار ليبكا الزي البولندي ودخلوا القرى البولندية كحلفاء، ثم كانوا يهاجمون السكان على حين غرة. بعد سقوط كامينيتس، جعل السلطان بعضًا من تتار ليبكا يستقرون حولها، وبعد نهاية التمرد، كان هؤلاء هم التتار الذين لم يعودوا إلى الكومنولث. وما يزال تتار ليبكا في كامينيتس متمسكين بتقاليدهم المنفصلة حتى هذا اليوم.
ولكن أصبح معظم جنود التتار تحت قيادة كريشنسكي غير راضين عن حصصهم تحت حكم السلطان. وفي نفس الشهر الذي سقطت فيه كامينيتس، أرسل بعض قادة كريشنسكي رسالة سرية إلى الهيتمان البولندي يوحنا سوبياسكي التي تضمنت عشرة شروط، كان التتار بموجبها على استعداد للعودة إلى جانب الكومنولث البولندي الليتواني. لكن في البداية، لم يُقبل عرضهم.